# Municipio Teotihuacán
Koordinaten: 19° 41′ 24″ N, 98° 51′ 36″ W
Teotihuacán ist ein Municipio im mexikanischen Bundesstaat México. Es gehört zur Zona Metropolitana del Valle de México, der Metropolregion um Mexiko-Stadt. Der Sitz der Gemeinde ist die Stadt Teotihuacán de Arista. Im Municipio befinden sich das UNESCO-Welterbe Teotihuacán, das dem Municipio und seinem Hauptort den Namen gab. Die Gemeinde hatte im Jahr 2010 53.010 Einwohner, ihre Fläche beträgt 83,4 km².

## Geographie

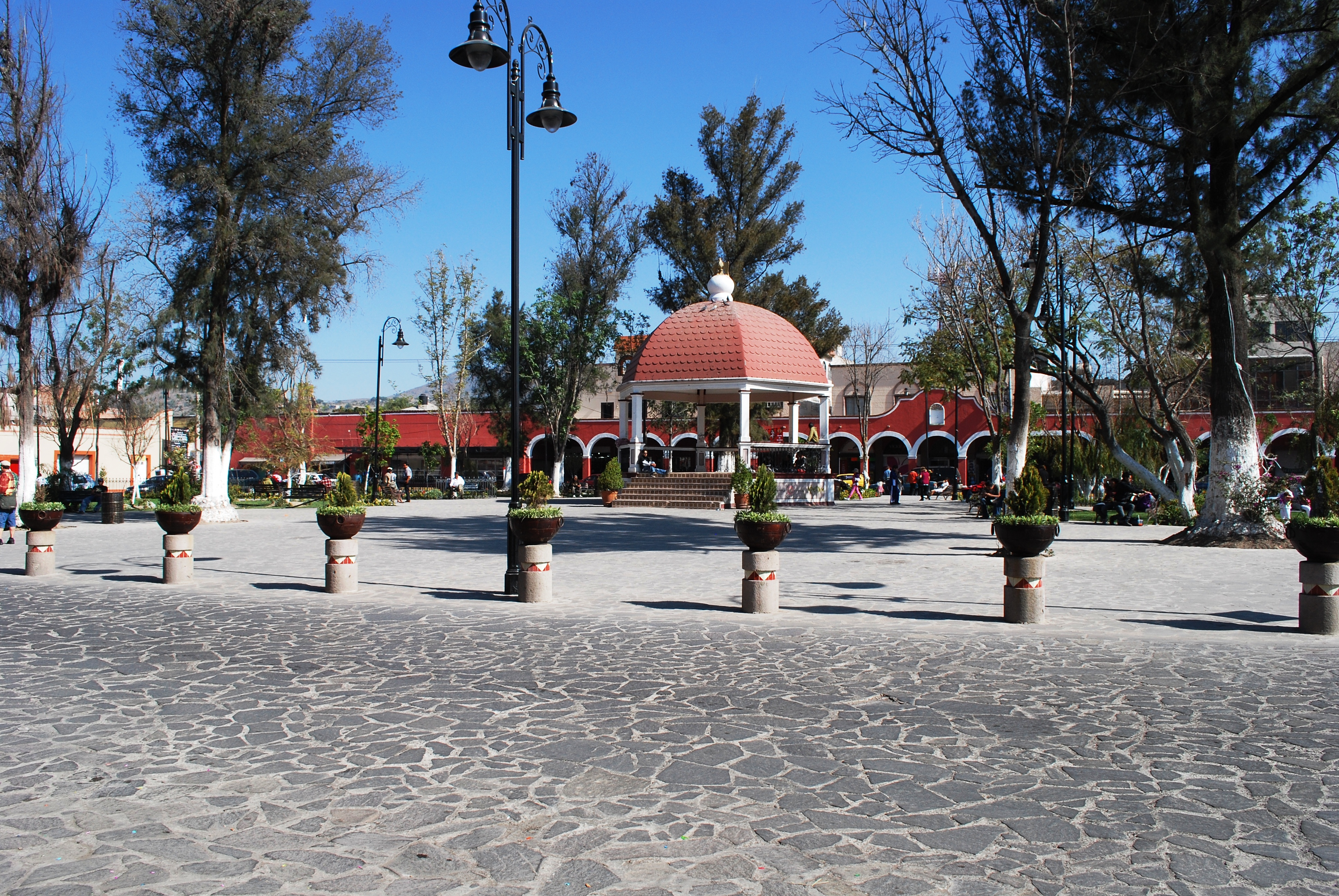
Hauptplatz Teotihuacán de Aristas

Teotihuacán liegt im Nordosten des Bundesstaates México, etwa 45 km nordöstlich von Mexiko-Stadt auf einer Höhe von etwa 2300 m. Mehr als 85 % der Gemeindefläche dienen dem Ackerbau.
Das Municipio Teotihuacán grenzt an die Municipios Temascalapa, San Martín de las Pirámides, Otumba, Tepetlaoxtoc und Acolman.

## Orte und Bevölkerung
Das Municipio Teotihuacán umfasst 30 Orte, von denen drei mehr als 5000 und weitere zehn zumindest 500 Einwohner haben. Die größten Orte des Municipios sind Teotihuacán de Arista, San Lorenzo Tlalmimilolpan, San Sebastián Xolalpa, Atlatongo, San Francisco Mazapa, Santiago Zacualuca und Palomar Atlatongo.
Beim Zensus 2010 wurden 12.477 Haushalte registriert. 755 Personen über fünf Jahren gaben an eine indigene Sprache zu sprechen, 10 % der Bevölkerung lebten in extremer Armut.